# Lakeland (Tennessee)
Lakeland is een plaats (city) in de Amerikaanse staat Tennessee, en valt bestuurlijk gezien onder Shelby County.

## Demografie
Bij de volkstelling in 2000 werd het aantal inwoners vastgesteld op 6862.
In 2006 is het aantal inwoners door het United States Census Bureau geschat op 7946, een stijging van 1084 (15.8%).

## Geografie
Volgens het United States Census Bureau beslaat de plaats een oppervlakte van
46,7 km², waarvan 45,6 km² land en 1,1 km² water.

## Plaatsen in de nabije omgeving
De onderstaande figuur toont nabijgelegen plaatsen in een straal van 20 km rond Lakeland.